# Pancho & Lefty
«Pancho & Lefty» — песня Таунса Ван Зандта. Изначально появилась на его шестом студийном альбоме The Late Great Townes Van Zandt (1972). В 1983 году была исполнена Вилли Нельсоном и Мерлом Хаггардом на их совместном альбоме Pancho & Lefty. В качестве сингла их версия возглавила чарты Hot Country Songs журнала Billboard и Country Tracks канадского издания RPM. Наряду с «If I Needed You», является наиболее известной среди широкой публики песней Таунса Ван Зандта. Композиция исполнялись также другими артистами, среди которых Эммилу Харрис, чья интерпретация вдохновила Нельсона и Хаггарда, Хойт Акстон, Боб Дилан, Делберт Макклинтон, Стив Эрл, Ричард Добсон и Джонни Буш.

## История

### Создание
Ван Зандт написал песню находясь на гастролях в Далласе. Тогда в городе выступал пастор Билли Грэм и все отели были заняты сотнями тысяч его последователей. Ван Зандту пришлось найти гостиницу в пригороде — почти за 50 миль, без телевизора или телефона. Сидя в номере, он задался конкретной целью — написать новую песню и к вечеру сочинил «Pancho & Lefty». Сам Ван Зандт говорил, что не помнит как песня возникла — она появилась неожиданно и он начал её записывать. «Я сидел там четыре или пять часов и „Pancho & Lefty“ вроде как просто заплыла через окно», — описывал Ван Зандт. Черновой вариант песни он сыграл на концерте тем же вечером, а после дописал последний куплет.

### Трактовки
В документальном фильме Heartworn Highways Ван Зандт говорил, что «Pancho & Lefty» рассказывает о двух мексиканских бандитах, которых он увидел по телевизору «через две недели после того как написал песню». Панчо — известный преступник, который до последнего избегает поимки, но вскоре оказывается убитым в пустыне. Второй герой — Лефти — в тот же день убегает в Кливленд. Тем временем полицейские утверждают, что могли добраться до Панчо в любой момент, но не делали этого по доброте. Сам Ван Занд признавал неясность отношений Панчо и Лефти — из песни не следует, были они вообще знакомы или нет. Популярная трактовка песни заключается в том, что Лефти сдал Панчо полицейским.
По мнению Джима Бевиглия из журнала American Songwriter, в песне Ван Зандт противопоставляет идею «Живи быстро, умри молодым» (Панчо) однообразной и безвестной жизни (Лефти). Ряд близких знакомых Ван Зандта утверждали, что песня написана не в Далласе, а ранее в Хьюстоне, когда он лежал в больнице после почти смертельной передозировки наркотиков, а два главных героя — стороны его личности. Биограф и журналист Роберт Эрл Харди высказывал схожее мнение, что Ван Зандт в песне обращается к самому себе, наблюдая потерю своей личности или её части и то как «плохой» Ван Зандт берет верх над «хорошим». Упоминание в тексте матери и фраза «You weren’t your mama’s only boy/ But her favorite one, it seems», по мнению Харди, характеризует отношения в семье Ван Зандта.
Сам Ван Зандт говорил, что понимает «Pancho & Lefty» в нескольких разных смыслах. По его словам, единственная сознательная мысль, которая посетила его в момент сочинения, была о том, что песня не связана с Панчо Вилья. Однако позднее он рассуждал: «Так много людей считают, что она про него. Возможно так и есть».

### Успех
Песня впервые вышла на альбоме Ван Зандта The Late Great Townes Van Zandt (1972) и даже попала на радио вскоре после релиза пластинки, став его самой известной. В этой связи он рассказывал историю о том, как по дороге из Бренема на концерт в Хьюстоне его остановили полицейские за превышение скорости. Однако двое патрульных не стали выписывать Ван Зандту штраф, узнав, что он автор «Pancho & Lefty» — эти имена они использовали в качестве своих позывных.
Ранее в 1968 году выступление Ван Зандта в клубе Gerde’s Folk City увидела Эммилу Харрис и была поражена выразительностью его поэзии и высокой и тоскливой манерой пения, напомнившей ей вокал Хэнка Уильямса. Начав карьеру, она в 1976 году первой среди знаменитых артистов записала кавер-версию песни Ван Зандта на своём третьем альбоме Luxury Liner — это была «Pancho & Lefty». Песня в формате сингла не выходила, но пластинка стал первой в Top Country Albums. Хорошие ротации композиции на радио и рецензии на альбом коснулись и Ван Зандта — как автор песни он получил восторженные отзывы критиков.
Несколько лет спустя эту пластинку в студию Вилли Нельсону принесла его дочь Лана. В это время он работал над совместным альбомом с Мерлом Хагградом. Записав несколько песен, они на тот момент так и не нашли центральную композицию. Нельсону понравилась версия Харрис и он решил, что именно «Pancho & Lefty» должна стать заглавным треком. С продюсером Чипсом Моманом он записал почти всю песню, но решил привлечь для небольшого куплета Хаггарда, спавшего в автобусе на парковке возле студии. Нельсон разбудил его в четыре утра и тот неохотно исполнил свою партию в один дубль и вернулся ко сну.
Версия Нельсона и Хаггарда вышла в 1983 году на их альбоме Pancho & Lefty и в качестве сингла возглавила чарт Hot Country Songs журнала Billboard. Сам Ван Зандт сыграл в клипе на песню эпизодическую роль капитана полиции. Эта интерпретация композиции принесла Ван Занду, получавшему доход в основном от концертов, хорошие роялти. Первый тираж альбома Нельсона и Хаггарда был по ошибке отпечатан с названием «Poncho & Lefty» и в таком виде номинировался на CMA Awards в категории «Альбом года». В этой связи название песни в разных источниках также иногда указывается неправильно через букву «o»
В 1998 году Харрис и Нельсон спели «Pancho & Lefty» дуэтом в память о Ван Занде во время трибьют-концерта в эфире передачи Austin City Limits. Впоследствии в ходе телевизионного концерта в честь 60-летнего юбилея Нельсона песню с ним также исполнял Боб Дилан.
В 2024 году Rolling Stone поместил песню на 38-е место в своем рейтинге 200 величайших кантри-песен всех времен.

## Чарты

### Еженедельные чарты
| Чарт (1983)                        | Высшая позиция |
| ---------------------------------- | -------------- |
| США (Billboard Adult Contemporary) | 21             |
| США (Billboard Hot Country Songs)  | 1              |
| Canadian RPM Country Tracks        | 1              |

### Годовые чарты
| Чарт (1983)                      | Позиция |
| -------------------------------- | ------- |
| US Hot Country Songs (Billboard) | 6       |

## Другие версии
Песню в разные годы исполняли другие артисты, в том числе:
- Эммилу Харрис (1976)
- Хойт Акстон (1977)
- Боб Дилан (1989)
- Делберт Макклинтон (2001)
- Стив Эрл (2001, 2009)
- Ричард Добсон (2003)
- Hammerlock (2005)
- Джонни Буш (2007)

## Полезные ссылки
- «Pancho & Lefty» на YouTube — версия Таунса Ван Зандта
- «Pancho & Lefty» на YouTube — версия Эммилу Харрис